# Ceroplastes singularis
Ceroplastes singularis är en insektsart som beskrevs av Robert Newstead 1910. Ceroplastes singularis ingår i släktet Ceroplastes och familjen skålsköldlöss.
Artens utbredningsområde är Uganda. Inga underarter finns listade i Catalogue of Life.